# Михель, Детлеф
Детлеф Михель (нем. Detlef Michel; род. 13 октября 1955, Кёпеник, Берлин) — восточногерманский легкоатлет, специалист по метанию копья. Выступал за сборную ГДР по лёгкой атлетике в 1978—1988 годах, чемпион мира, обладатель серебряной и бронзовой медалей чемпионатов Европы, победитель Кубка Европы, многократный победитель первенств республиканского значения, участник двух летних Олимпийских игр.

## Биография
Детлеф Михель родился 13 октября 1955 года в Берлине.
Занимался лёгкой атлетикой в столичном клубе Berliner TSC, проходил подготовку под руководством тренера Петера Бёрнера.
Впервые заявил о себе на международном уровне в сезоне 1978 года, когда вошёл в состав восточногерманской сборной и выступил на чемпионате Европы в Праге, где в метании копья стал четвёртым.
В 1979 году одержал победу на VII летней Спартакиаде народов СССР в Москве.
Благодаря череде удачных выступлений удостоился права защищать честь страны на летних Олимпийских играх 1980 года в Москве — на предварительном квалификационном этапе показал результат 78,34 метра, чего оказалось недостаточно для выхода в финал.
В 1981 году победил на Кубке Европы в Загребе, был вторым на Кубке мира в Риме. На домашних соревнованиях в Берлине показал лучший результат мирового сезона — 92,48 метра.
На чемпионате Европы 1982 года в Афинах выиграл бронзовую медаль.
В 1983 году превзошёл всех соперников на Кубке Европы в Лондоне и на впервые проводившемся чемпионате мира по лёгкой атлетике в Хельсинки. Также на турнире в Берлине установил свой личный рекорд с копьём старого образца — 96,72 метра.
Рассматривался в качестве кандидата на участие в Олимпийских играх 1984 года в Лос-Анджелесе, однако Восточная Германия вместе с несколькими другими социалистическими странами бойкотировала эти соревнования по политическим причинам. Вместо этого Михель выступил на альтернативном турнире «Дружба-84» в Москве, где завоевал серебряную награду, уступив только своему соотечественнику Уве Хону. По итогам сезона награждён серебряным орденом «За заслуги перед Отечеством».
В 1986 году получил серебро на чемпионате Европы в Штутгарте.
Принимал участие в Олимпийских играх 1988 года в Сеуле — метнул копьё на 77,70 метра и в финал не вышел.
Завершил спортивную карьеру в 1990 году.
После объединения Германии были обнародованы документы, связанные с допинговой программой в ГДР, и Михель упоминается в них как один из спортсменов, применявших допинг.
Впоследствии работал в строительной компании, занимался прокладкой газовых и водопроводных сетей. В 2007 году открыл собственный спортивный зал в Берлине.